# Звонарж Андрій Юрійович
Звонарж Андрій Юрійович — український політик.

## Життєпис
Андрій Народився 2 січня 1976 році у м. Одеса.
Закінчив Одеський державний морський університет у 1997, інженер з експлуатації морського транспорту.
Був заступником генерального директора ДП «Укрспецконверсія». 
29 травня 2024 помер

## Політична діяльність
03.2006 кандидат в народні депутати. України від Виборчого блоку політичних партій «ЗА СОЮЗ», N 19 в списку. На час виборів: тимчасово не працював, член Партії «Союз».
05.2004 кандидат в народні депутати. України 4 склик., виборчий округ N 136, Одеська область, самовисування. За 5.60 %, 5 з 25 прет. На час виборів: помічник Міністра України у зв'язках з ВР України, член Політичної партії «Яблуко».
04.2002 — кандидат в народні депутати. України, виборчий округ N 138, Одеська область, самовисування. За 17.55 %, 2 з 16 прет. На час виборів: помічник Міністра України у зв'язках з Верховною Радою України, член Партії «Союз».
Народний депутат України 3 склик. 03.1998-04.2002 від КПУ, N 76 в списку. На час виборів: народний депутат України, член КПУ. член фракції КПУ (05.1998-02.2000), позафракційний (11.-16.02.2000), член групи «Трудова Україна» (з 02.2000). член Ком-ту з питань будівництва, транспорту і зв'язку (з 07.1998).
Народний депутат України 2 склик. з 01.1997 (2-й тур) до 04.1998, Великомихайлівський виборчий округ N 310, Одеської  обл. член Ком-ту у закордонних справах і зв'язках з СНД. член фракції комуністів.
Член КПУ (1993—2000). З 12.1993 — 1-й секретар, Одеської  МК Комуніст. спілки молоді. З 03.1996 — 1-й секретар, Одеської  ОК Комуніст. спілки молоді.